# Svizzera ai Giochi della IV Olimpiade
La Svizzera partecipò alle IV Olimpiadi, svoltesi a Londra dal 27 aprile al 31 ottobre 1908, con una delegazione ufficiale con un solo atleta, Julius Wagner.

## Risultati

### Atletica
| Evento              | Atleta        | Risultato | Prestazione | Note |
| ------------------- | ------------- | --------- | ----------- | ---- |
| Lancio del martello | Julius Wagner | 10-19     | -           |      |